# Битва при Газі
Битва при Газі – битва у південній Палестині між військом Деметрія (син  Антигона Одноокого) та сатрапом Єгипта Птолемеєм під час боротьби діадохів за розподіл влади в державі Александра Македонського. 

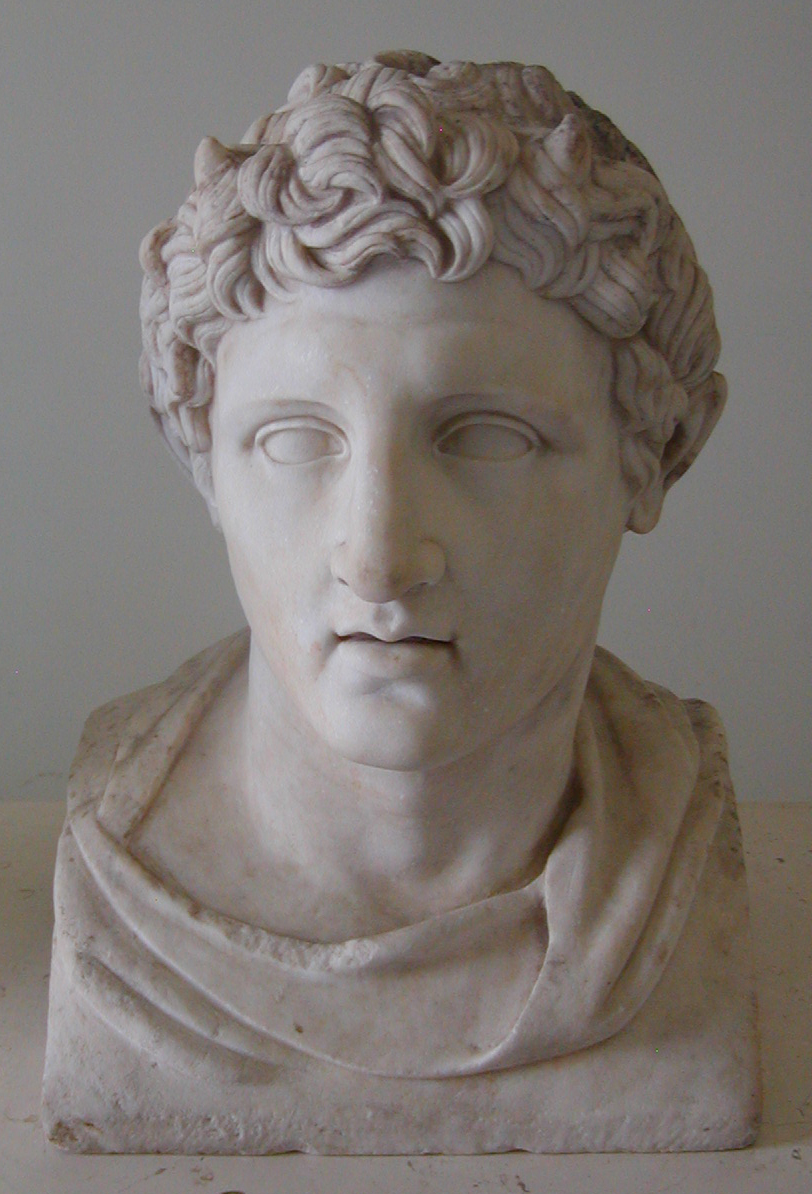
Деметрій І

Станом на весну 312 р. до н.е. війна між володарем східних («верхніх») сатрапій Антигоном Однооким та коаліцією у складі Кассандра, Птолемея та ряда інших полководців тривала вже три роки. Завершивши облогу Тіра (314 р. до н.е.), Антигон вирушив до Малої Азії, полишивши для захисту Сирії свого сина Деметрія. І якщо в 313 р. до н.е. Птолемей наважився лише на рейд до найпівнічнішого куточка цієї області біля межі з Кілікією, то наступного року він вирішив повернути собі східне узбережжя Середземного моря (з захоплення Сирії Антигоном власне й почалась його війна із зазначеною вище коаліцією). 
Навесні 312 р. до н.е. Птолемей виступив з Пелусія, перетнув пустелю та підійшов до розташованої на узбережжі південної Палестини Гази (три роки назад її взяв штурмом Антигон та залишив тут свою залогу). Деметрій, який минулого року вратив на маршах багато вояків, ганяючись за Птолемеєм у Кілікії, тепер бажав якнайшвидше зустрітись з ворогом. Хоча досвідчені полководці батька радили йому притримуватись оборонної позиції в умовах переваги ворожих сил, Деметрій все-таки виступив назустріч ворогу та зустрів його на південному кордоні сирійської сатрапії.
Битва розгорнулась на узбережжі, так що правий фланг армії Антигоніда виходив до моря. За складеним Деметрієм планом вирішальною мала стати атака кінноти на лівому фланзі, після якої фаланга Птолемея була б притиснута до води. Тому він зосередив тут біля 3 тисяч вершників, в тому числі дві сотні своїх «друзів» та 800 гетайрів. Тут же знаходились 30 слонів та 1,5 тисячі легкоозброєних. У центрі поставили 11 тисяч важких піхотинців та 13 слонів, а біля моря знаходились 1,5 тисячі вершників, котрим наказали лише прикривати свої загони. 
Птолемей, який мав 4 тисячі кінноти та 18 тисяч піших вояків, первісно вишикував свої сили в очікуванні атаки на лівому (для нього приморському) фланзі. Втім, побачивши приготування супротивника, він зміг перебудувати свої порядки, сконцентрувавши на правому фланзі 3 тисяч вершників, легкоозброєних та спеціальні загони для боротьби зі слонами, котрі мали залізні балки з шипами. З незрозумілих причин Деметрій згаяв час та не атакував поки єгипетська армія провадила цю передислокацію. 

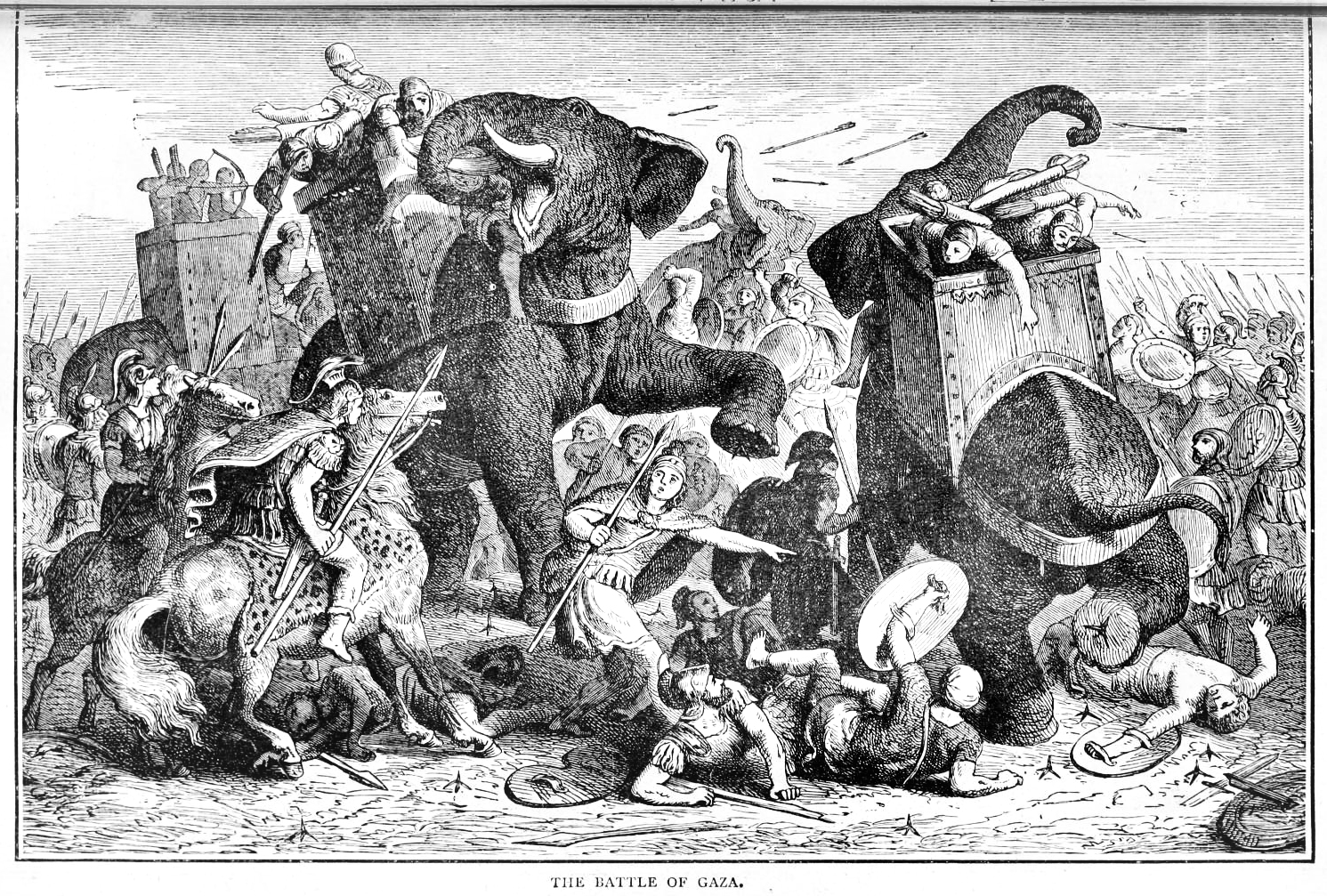
Битва при Газі (з "Ілюстованої історії світу", 1881-1884 роки)

Нарешті, почався важкий бій кінноти, в якому жодна зі сторін не могла здобути вирішальної перемоги. В один з моментів Антигонід рушив уперед своїх слонів, проте вони почали натикатись на загорожі з шипів, а легкоозброєні осипали тварин градом стріл, дротиків та каміння. Почалась сум’ятиця, частина слонів загинула, а більшість була переловлена вояками Птолемея.
У підсумку кіннота Деметрія почала відступати. Він ще зміг привести її до ладу та відійти зберігаючи порядок, проте із важкоозброєних піхотинців полишити поле боя змогли лише ті, хто кинув зброю лише б не потрапити у полон. Загинуло біля п'ятисот вояків Антигоніда, основна частина фаланги – 8 тисяч – здалася переможцю (з останніми Птолемей обійшовся м'яко та наказав розселити по номархіях Єгипта).
Деметрій з кіннотою пройшов повз стіни Гази, при цьому один із загонів вирушив у місто, щоб врятувати свій скарб. Вулиці Гази виявились забитими вершниками, возами, худобою та носильниками, що разом із загальним безладом завадило вчасно закрити ворота, так що місто потрапило до рук єгиптян.
Деметрій, котрий отримав від супротивника дозвіл поховати загиблих, по завершенні цієї справи спішно рушив із залишками сил на північ провінції, наказавши коменданту Тіра триматись за будь-яку ціну. Втім, перемога під Газою не лише надала Птолемею можливість захопити всю Сирію, але й справила настільки сильне враження на тірійський гарнізон, що він підняв бунт та здався єгиптянам. Можливо також відзначити, що наступною зимою Деметрів зміг взяти частковий реванш у битві при Міунті.   